# 史密斯威森M648左輪手槍
史密斯威森M648（英語：Smith & Wesson Model 648）是一款由美国槍械公司史密斯&威森所研製及生產的8發式不鏽鋼“K型底把”（設計之初就是以不鏽鋼作為材料）單／雙動操作式左輪手槍，發射.22溫徹斯特麥格農子彈。

## 歷史
史密斯威森曾經從1989年開始生產.22馬格南口徑的M648，但在2005年停產。
直到2019年，史密夫威信重新推出M648的6英寸槍管型號。

## 概述
正如史密斯威森的衍生型號名稱編配手法，M648這個型號名稱前面的6字是用以表示這是以不鏽鋼底把所製造，這點與史密斯威森M60、史密斯威森M64 、史密斯威森M610相同。
儘管史密斯威森生產了各種.22 LR口徑左輪手槍，例如M317型工具槍，非常相似的M63、M43短管型、M17傑作型和其不鏽鋼化的M617，但M648卻是該公司唯一的K型底把的.22馬格南左輪手槍。
2019年重新推出的M648的標準配備為帕特里奇（Patridge）準星和可調節的照門，以及合成材料製成、並附有手指凹槽的握把，其他諸如全尺寸槍管底部凸桿和不鏽鋼結構則不變。

## 資料來源
- （英文）—Manfacturer: Smith & Wesson （页面存档备份，存于）—Model 648 （页面存档备份，存于）

## 外部連結
- （英文）—Smith & Wesson Brings Back Model 648 .22 Magnum Revolver （页面存档备份，存于）
- （英文）—The Firearm Blog.com—Wheelgun Wednesday: S&W Reintroduces Model 648 Revolver （页面存档备份，存于）
- （英文）—The Model 648 Returns To The Smith & Wesson Catalog | Gun Digest （页面存档备份，存于）
- （英文）—Range Report: S&W 648 .22 Mag K-Frame - RevolverGuy.Com （页面存档备份，存于）